# Solana del Pino
Solana del Pino ist eine spanische Gemeinde (Municipio) mit 332 Einwohnern (Stand: 2024) in der Provinz Ciudad Real in der autonomen Gemeinschaft Kastilien-La Mancha. 

## Geografie
Solana del Pino liegt etwa 65 Kilometer südsüdwestlich von Ciudad Real in einer Höhe von ca. 730 m. 
Kalte Winter und heiße Sommer mit wenig Niederschlag sind charakteristisch für das mediterran-kontinentale Klima.

## Bevölkerungsentwicklung
| Jahr      | 1970 | 1981 | 1991 | 2001 | 2011 | 2021 |
| Einwohner | 1702 | 918  | 696  | 502  | 414  | 318  |

## Kulturelles Erbe

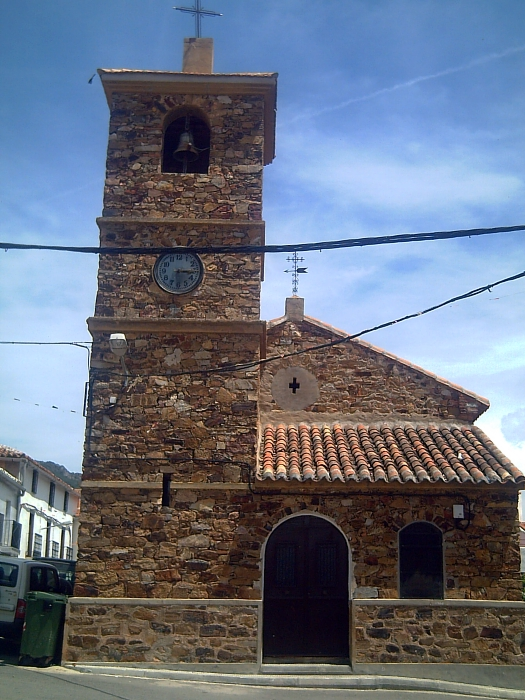
Kirche der Unbefleckten Empfängnis
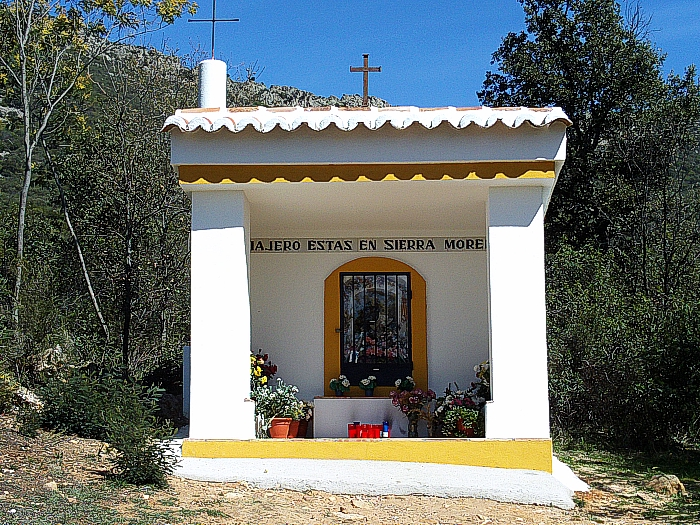
Antoniuskapelle
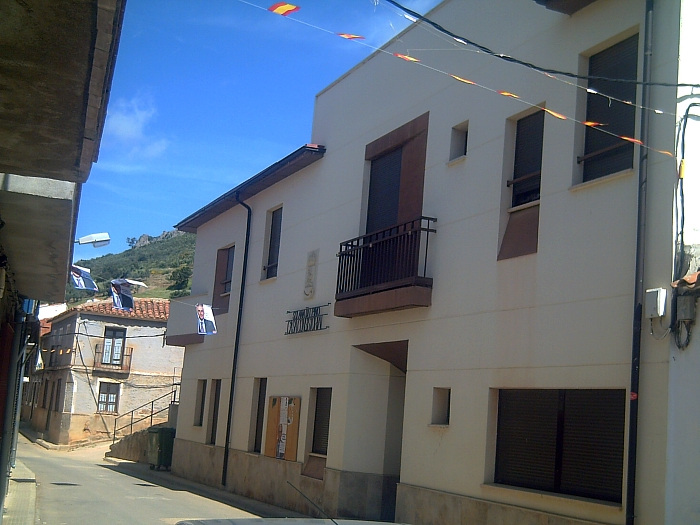
Rathaus

- Kirche der Unbefleckten Empfängnis
- Antoniuskapelle
- Rathaus